# Системный подход
Системный подход — направление методологии научного познания, в основе которого лежит рассмотрение объекта как системы: целостного комплекса взаимосвязанных элементов (И. В. Блауберг, В. Н. Садовский, Э. Г. Юдин); совокупности взаимодействующих объектов (Л. фон Берталанфи); совокупности сущностей и отношений (А. Д. Холл, Р. И. Фейджин, поздний Л. фон Берталанфи).
Основные принципы системного подхода:
- Целостность, позволяющая рассматривать одновременно систему как единое целое и в то же время как подсистему для вышестоящих уровней.
- Иерархичность строения, то есть наличие множества (по крайней мере, двух) элементов, расположенных на основе подчинения элементов низшего уровня элементам высшего уровня. Реализация этого принципа хорошо видна на примере любой конкретной организации. Как известно, любая организация представляет собой взаимодействие двух подсистем: управляющей и управляемой. Одна подчиняется другой.
- Структуризация, позволяющая анализировать элементы системы и их взаимосвязи в рамках конкретной организационной структуры. Как правило, процесс функционирования системы обусловлен не столько свойствами её отдельных элементов, сколько свойствами самой структуры.
- Множественность, позволяющая использовать множество кибернетических, экономических и математических моделей для описания отдельных элементов и системы в целом.
- Эмерджентность, свойство объекта обладать признаками, отличными от признаков элементов его составляющих.

## Истоки
Основоположниками системного подхода являются: Александр Богданов, Людвиг Берталанфи, Эдвард Боно, Линдон Ларуш, Герберт Саймон, Питер Друкер, Альфред Чандлер, Станислав Черногор, Александр Малюта. Л. Е. Гринин отмечает, что использование системного метода, получившего в 1950-1960-х гг. теоретическое обоснование и мощное развитие в мировой науке, предвосхитил в свое время марксизм.
Из последнего, и в результате его критики "слева", и в частности с позиций теории систем (а также фр. исторической школы "Анналов"), появится мир-системный анализ.

## Основные определения системного подхода
- Система — совокупность элементов, действующих вместе как целое и выполняющих этим определенную функцию.
- Структура — способ взаимодействия элементов системы посредством определённых связей (картина связей и их стабильностей).
- Процесс — динамическое изменение системы во времени.
- Функция — работа элемента в системе.
- Состояние — положение системы относительно других её положений.
- Системный эффект — такой результат специальной переорганизации элементов системы, когда целое становится больше простой суммы частей.
- Структурная оптимизация — целенаправленный итерационный процесс получения серии системных эффектов с целью оптимизации прикладной цели в рамках заданных ограничений. Структурная оптимизация практически достигается с помощью специального алгоритма структурной переорганизации элементов системы. Разработана серия имитационных моделей для демонстрации феномена структурной оптимизации и для обучения.

## Базовая аксиоматика
1. Системы существуют.
2. Системное представление истинно.
3. Системы взаимодействуют друг с другом, и следовательно, могут быть взаимосвязаны.
4. Системы состоят из элементов, действующих вместе как целое и являющих этим сущность систем.
5. Любой элемент системы можно представить как отдельную систему. Любую систему можно представить как отдельный элемент вышестоящей системы.
6. Мир выразим в понятиях системного представления.

## Особенности системного подхода
Системный подход — это подход, при котором любая система (объект) рассматривается как совокупность взаимосвязанных элементов (компонентов), имеющая выход (цель), вход (ресурсы), связь с внешней средой, обратную связь. Это наиболее сложный подход. Системный подход представляет собой форму приложения теории познания и диалектики к исследованию процессов, происходящих в природе, обществе, мышлении. Его сущность состоит в реализации требований общей теории систем, согласно которой каждый объект в процессе его исследования должен рассматриваться как большая и сложная система и одновременно как элемент более общей системы.
Развёрнутое определение системного подхода включает также обязательность изучения и практического использования следующих восьми его аспектов:
1. системно-элементного или системно-комплексного, состоящего в выявлении элементов, составляющих данную систему. Во всех социальных системах можно обнаружить вещные компоненты (средства производства и предметы потребления), процессы (экономические, социальные, политические, духовные и т. д.) и идеи,  научно-осознанные интересы людей и их общностей;
2. системно-структурного, заключающегося в выяснении внутренних связей и зависимостей между элементами данной системы и позволяющего получить представление о внутренней организации (строении) исследуемой системы;
3. системно-функционального, предполагающего выявление функций, для выполнения которых созданы и существуют соответствующие системы;
4. системно-целевого, означающего необходимость научного определения целей и подцелей системы, их взаимной увязки между собой;
5. системно-ресурсного, заключающегося в тщательном выявлении ресурсов, требующихся для функционирования системы, для решения системой той или иной проблемы;
6. системно-интеграционного, состоящего в определении совокупности качественных свойств системы, обеспечивающих её целостность и особенность;
7. системно-коммуникационного, означающего необходимость выявления внешних связей данной системы с другими, то есть её связей с окружающей средой;
8. системно-исторического, позволяющего выяснить условия во времени возникновения исследуемой системы, пройденные ею этапы, современное состояние, а также возможные перспективы развития.

Практически все современные науки построены по системному принципу. Важным аспектом системного подхода является выработка нового принципа его использования — создание нового, единого и более эффективного подхода (общей методологии) к познанию, для применения его к любому познаваемому материалу, с гарантированной целью получить наиболее полное и целостное представление об этом материале.